# Brunhilde Hendrix
Brunhilde Hendrix (Langenzenn, 2 augustus 1938) is een Duits sprinter.
Op de Olympische Spelen van Rome in 1960 nam Hendrix voor het Duitse eenheidsteam deel aan de 100 meter sprint en de 4x100 meter estafette. Met het estafette-team behaalde ze een zilveren medaille.
Hendrix is de dochter van de atleten Marie Dollinger en Fritz Hendrix, die beiden voor Duitsland uitkwamen op de Olympische Zomerspelen. Brunhilde Hendrix trouwde in 1964 met Peter Ramsauer, een redacteur voor BILD.